# 江孜香青
江孜香青（学名：Anaphalis desertii）是菊科香青属的植物，为中国的特有植物。分布在中国大陆的西藏等地，生长于海拔3,900米的地区，多生长在桧林下，目前尚未由人工引种栽培。